# Montivipera wagneri
Montivipera wagneri är en ormart som beskrevs av Nilson och Andrén 1984. Montivipera wagneri ingår i släktet Montivipera och familjen huggormar. IUCN kategoriserar arten globalt som akut hotad. Inga underarter finns listade i Catalogue of Life.
Denna huggorm förekommer endemisk i östra Turkiet. Den vistas i bergstrakter mellan 1200 och 2000 meter över havet. Arten lever i klippiga områden, ofta nära vattenansamlingar med en tätare växtlighet. Honor föder 10 till 12 levande ungar (ovovivipari) per tillfälle.

## Bildgalleri

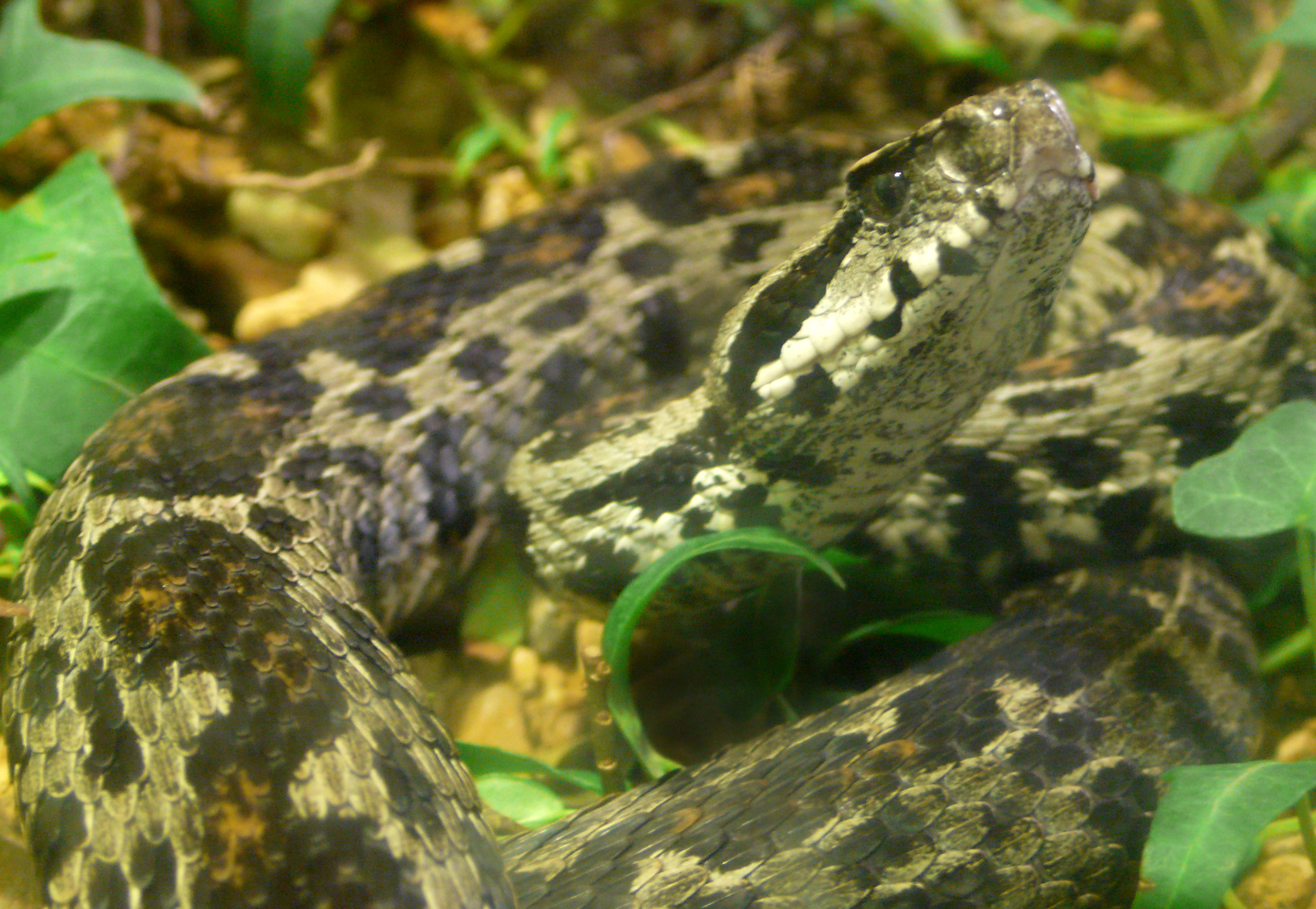
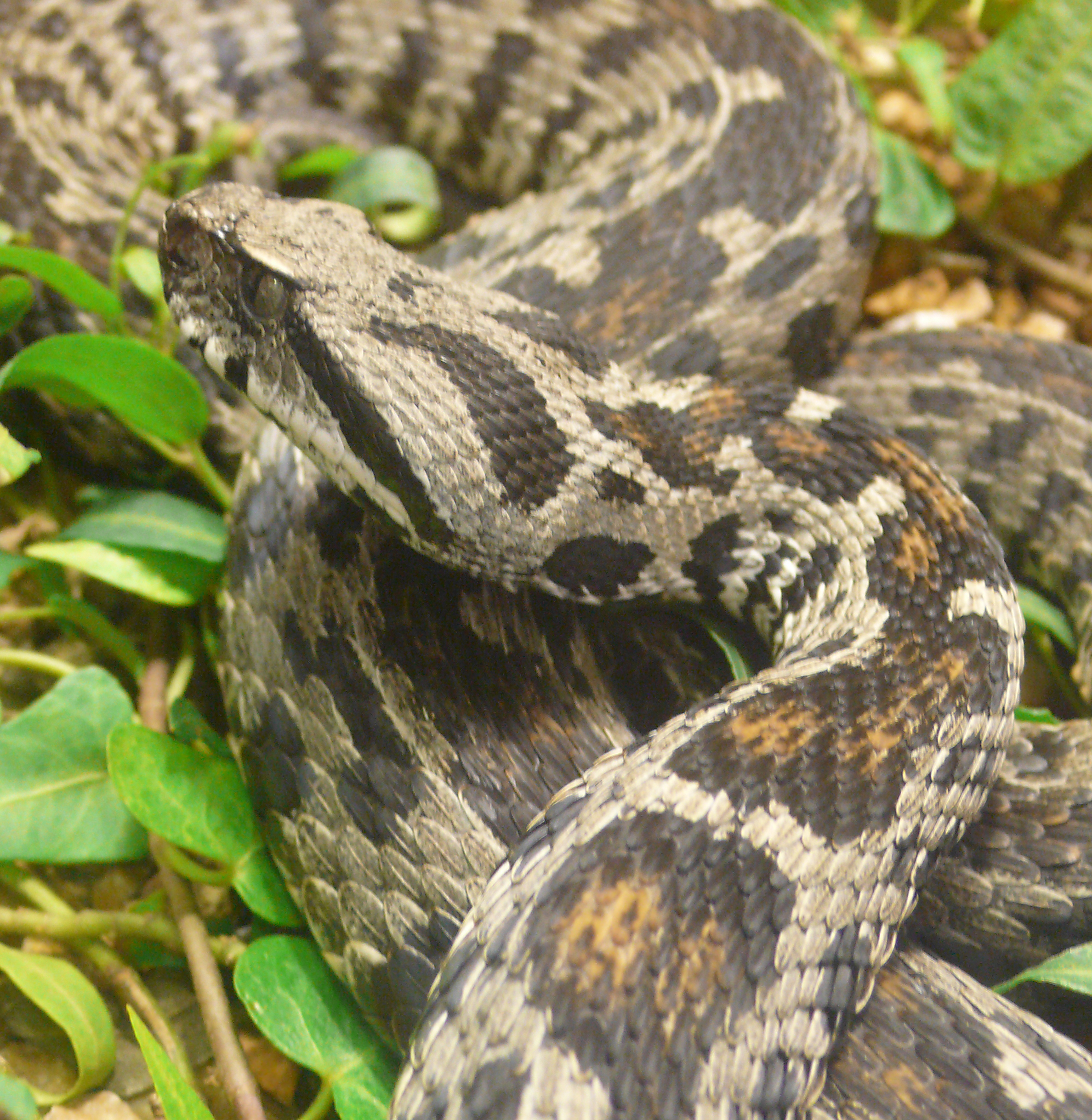
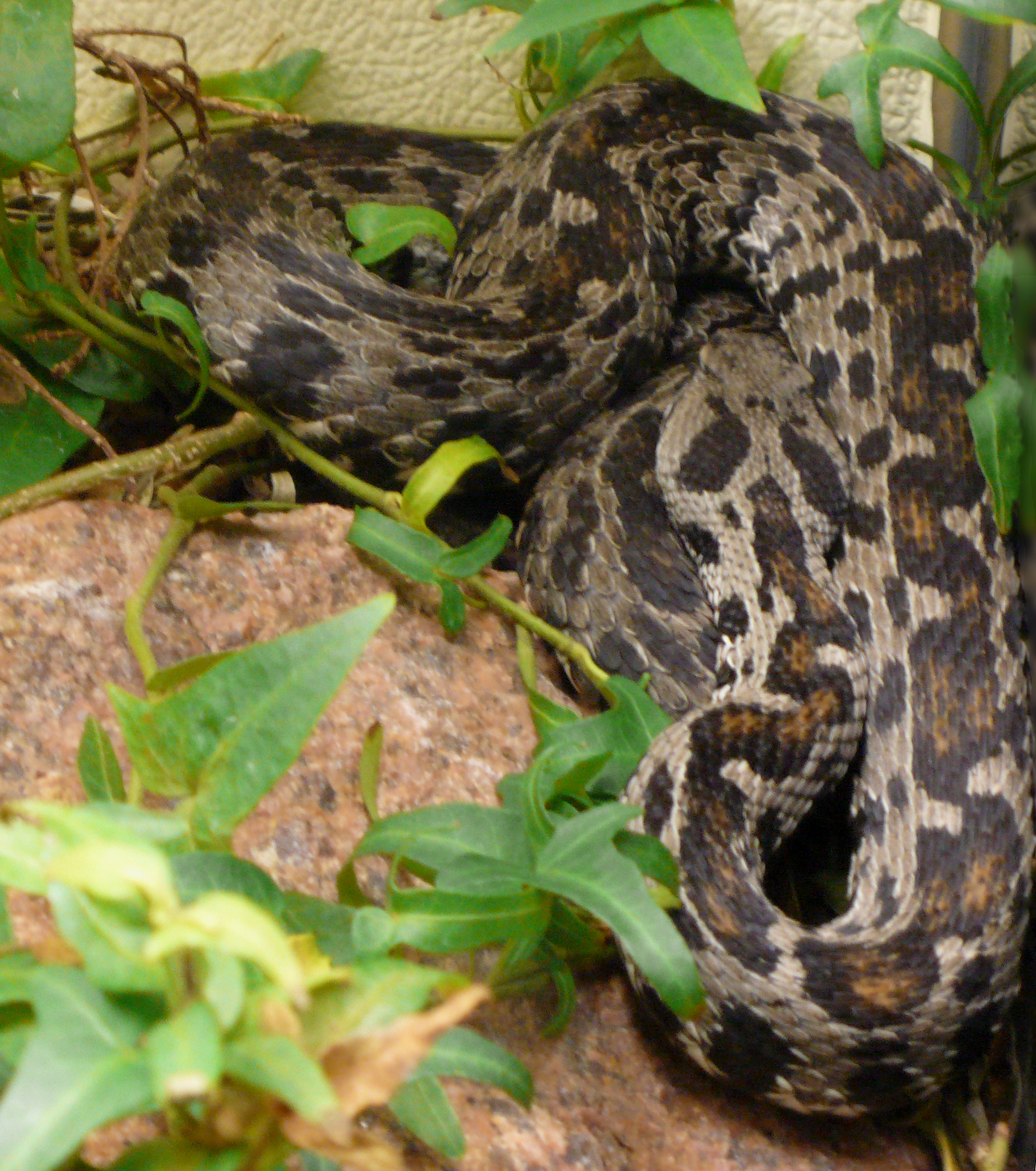